# Lijst van beschermd erfgoed in de gemeente Kiischpelt
In deze lijst van beschermd erfgoed in de gemeente Kiischpelt zijn alle geclassificeerde nationale monumenten van de Luxemburgse gemeente Kiischpelt opgenomen.

## Monumenten per plaats

### Kautenbach
| Object                                                                                     | Bouwjaar/architect | Locatie | Datum beschermd?     | Coördinaten                  | Afbeelding |
| ------------------------------------------------------------------------------------------ | ------------------ | ------- | -------------------- | ---------------------------- | ---------- |
| Gebouw genaamd «Schüttbourg», kasteel op een plaats genaamd «bei dem Schiebourger Schloss» |                    |         | 26 oktober 2001 (MN) | 49° 57' 52" NB, 6° 1' 35" OL |            |

### Lellingen
| Object   | Bouwjaar/architect | Locatie            | Datum beschermd?   | Coördinaten | Afbeelding |
| -------- | ------------------ | ------------------ | ------------------ | ----------- | ---------- |
| Gebouwen |                    | bei Hencksebreck 4 | 6 maart 2009 (MN)  |             |            |
| Percelen |                    |                    | 18 maart 1971 (IS) |             |            |

### Pintsch
| Object                                                                        | Bouwjaar/architect | Locatie | Datum beschermd?     | Coördinaten | Afbeelding |
| ----------------------------------------------------------------------------- | ------------------ | ------- | -------------------- | ----------- | ---------- |
| Kerk en oude begraafplaats                                                    |                    |         | 6 mei 1980 (MN)      |             |            |
| Orgel in de parochiekerk van Pintsch                                          |                    |         | 7 december 2001 (MN) |             |            |
| Looierij met 24 kuilen, gelegen op een plek genaamd «bei der Pintscher Bruck» |                    |         | 3 december 1968 (IS) |             |            |

### Wilwerwiltz
| Object                                                | Bouwjaar/architect | Locatie          | Datum beschermd?      | Coördinaten | Afbeelding |
| ----------------------------------------------------- | ------------------ | ---------------- | --------------------- | ----------- | ---------- |
| Gebouw, een deel van het oude kasteel van Wilwerwiltz |                    | Burregaass 1     | 18 maart 2011 (MN)    |             |            |
| Zijaltaren van de nieuwe kerk Wilwerwiltz             |                    |                  | 7 januari 1964 (IS)   |             |            |
| Gebouw, huis Max Goergen                              |                    | an Aasselbaach 3 | 15 februari 2010 (IS) |             |            |

## Bron
- Liste des immeubles et objets classés monuments nationaux ou inscrits à l'inventaire supplémentaire